# Convitto Nazionale Umberto I (Torino)

Il Convitto Nazionale Umberto I è un istituto storico di Torino.

## Storia
Nella prima metà del Settecento l'architetto Gian Giacomo Planteri fu incaricato dei lavori per la costruzione del convento annesso alla Chiesa della Madonna del Carmine. Questi furono completati nel 1735. L'edificio diventa poi sede del Collegio dei Nobili. Nel 1848 il Re Carlo Alberto istituisce il Convitto Nazionale. Il complesso, che ospitava anche alcune attività commerciali, fu bombardato e distrutto durante il bombardamento dell'8 agosto 1943 e riaperto nel 1960, dopo la ricostruzione.
Nel 1993 viene inaugurato presso il convitto il Liceo Classico Europeo, seguito dal liceo scientifico Internazionale e dal liceo economico sociale, i quali si affiancano alle preesistenti scuole primaria e secondaria di primo grado.
Tra i suoi allevi il convitto ebbe Luigi Einaudi, tra i docenti il naturalista Michele Lessona e, come direttore, Nicomede Bianchi.